# Bourgaltroff
Bourgaltroff település Franciaországban, Moselle megyében. Lakosainak száma 226 fő (2022. január 1.). Bourgaltroff Bassing, Bénestroff, Bidestroff, Guébling, Marimont-lès-Bénestroff és Vergaville községekkel határos.

## Népesség
A település népességének változása:
| Lakosok száma | 251  | 226  | 238  | 277  | 278  | 254  | 245  | 239  | 236  | 226  |
|               | 1968 | 1982 | 1990 | 2006 | 2013 | 2015 | 2017 | 2019 | 2020 | 2022 |